# Trichius
Genre
Trichius est un genre d'insectes de l'ordre des coléoptères, de la famille des Scarabaeidae, de la sous-famille des Cetoniinae.

## Espèces rencontrées en Europe
- Trichius abdominalis
- Trichius fasciatus (Linnaeus, 1758) - la trichie commune ou trichie fasciée
- Trichius gallicus Dejean, 1821
- Trichius orientalis Reitter, 1894
- Trichius sexualis Bedel, 1906